# Big Time Rush (seriál)
Big Time Rush (BTR) je americký televizní seriál, který se vysílal na dětské televizní stanici Nickelodeon, kde běžel od 28. listopadu 2009 až do 25. července 2013. V Česku se seriál vysílá od 5. března 2011. Seriál vytvořil Scott Fellows a vypráví o čtyřech chlapců z Minnesoty. Kendall, James, Carlos a Logan jsou později vybráni, aby založili chlapeckou hudební skupinu. Seriál má celkem čtyři série a jednu filmovou adaptaci, který měl premiéru 10. března 2012.
Čtvrtá série měla premiéru 2. května 2013 v Americe a 9. prosince 2013 v Česku. Dne 6. května 2013 někteří herci oznámili, že čtvrtá série je poslední.

## Obsazení

### Hlavní postavy
- Kendall Schmidt jako Kendall Knight
- James Maslow jako James Diamond
- Carlos Pena mladší jako Carlos Garcia
- Logan Henderson jako Logan Mitchell
- Ciara Bravo jako Katie Knightová
- Stephen Kramer Glickman jako Gustavo Rocque
- Tanya Chisholm jako Kelly Wainwrightová

### Vedlejší postavy
- Erin Sanders jako Camille Robertsová
- Challen Cates jako Jennifer Knightová
- Katelyn Tarver jako Jo Taylorová
- Malese Jow jako Lucy Stoneová
- Matt Riedy jako Arthur Griffin
- David Anthony Higgins jako Reginald Bitters
- Denyse Tontz jako Jennifer 1
- Spencer Locke/Kelli Goss jako Jennifer 2
- Savannah Jayde jako Jennifer 3
- Tucker Albrizzi jako Tyler
- Barnett O'Hara jako kytarista Dude
- Daran Norris jako Buddha Bob
- David Cade jako Jett Stetson
- Tara Strong jako Paní Collinsová
- Stephen Keys jako Freight Train
- Lorenzo Lamas jako Dr. Hollywood
- Phil LaMarr jako Hawk
- Ted Garcia jako sám sebe
- Fabio Lanzoni jako sám sebe
- Morgan jako Lightning the TV Wonder Dog

## Řady a díly
| Řada | Díly | Premiéra v USA     | Premiéra v USA     | Premiéra v ČR    | Premiéra v ČR    |
| Řada | Díly | První díl          | Poslední díl       | První díl        | Poslední díl     |
| ---- | ---- | ------------------ | ------------------ | ---------------- | ---------------- |
| 1    | 20   | 28. listopadu 2010 | 20. srpna 2010     | 5. března 2011   | 4. února 2012    |
| 2    | 29   | 25. září 2010      | 28. ledna 2012     | 18. března 2012  | 5. března 2013   |
| Film | Film | 10. března 2012    | 10. března 2012    | 8. června 2013   | 8. června 2013   |
| 3    | 12   | 12. května 2012    | 10. listopadu 2012 | 11. března 2013  | 6. prosince 2013 |
| 4    | 13   | 2. května 2013     | 25. července 2013  | 9. prosince 2013 | 19. března 2014  |

## Televizní film
První zprávy o premiéře filmu se objevily v už v roce 2012. První promo se však objevilo až v březnu 2012. Premiéra v Americe proběhla 10. března 2012 na Nickelodeon a sledovalo ji 4,1 milionů diváků. V Česku měl premiéru 8. června 2013. Film nenavazuje na žádnou z uvedených sérií.